# Hime curtirostris
Hime curtirostris är en fiskart som först beskrevs av Thomson, 1967.  Hime curtirostris ingår i släktet Hime och familjen Aulopidae. Inga underarter finns listade i Catalogue of Life.